# 권영준 (펜싱 선수)
권영준(權永晙, 1987년 3월 29일~)은 대한민국의 펜싱 선수로 주 종목은 에페이다. 청주시 출신으로 세계 펜싱 선수권 대회에서 단체전 은메달 3개를 획득했다.